# Paul von Griechenland (1967)

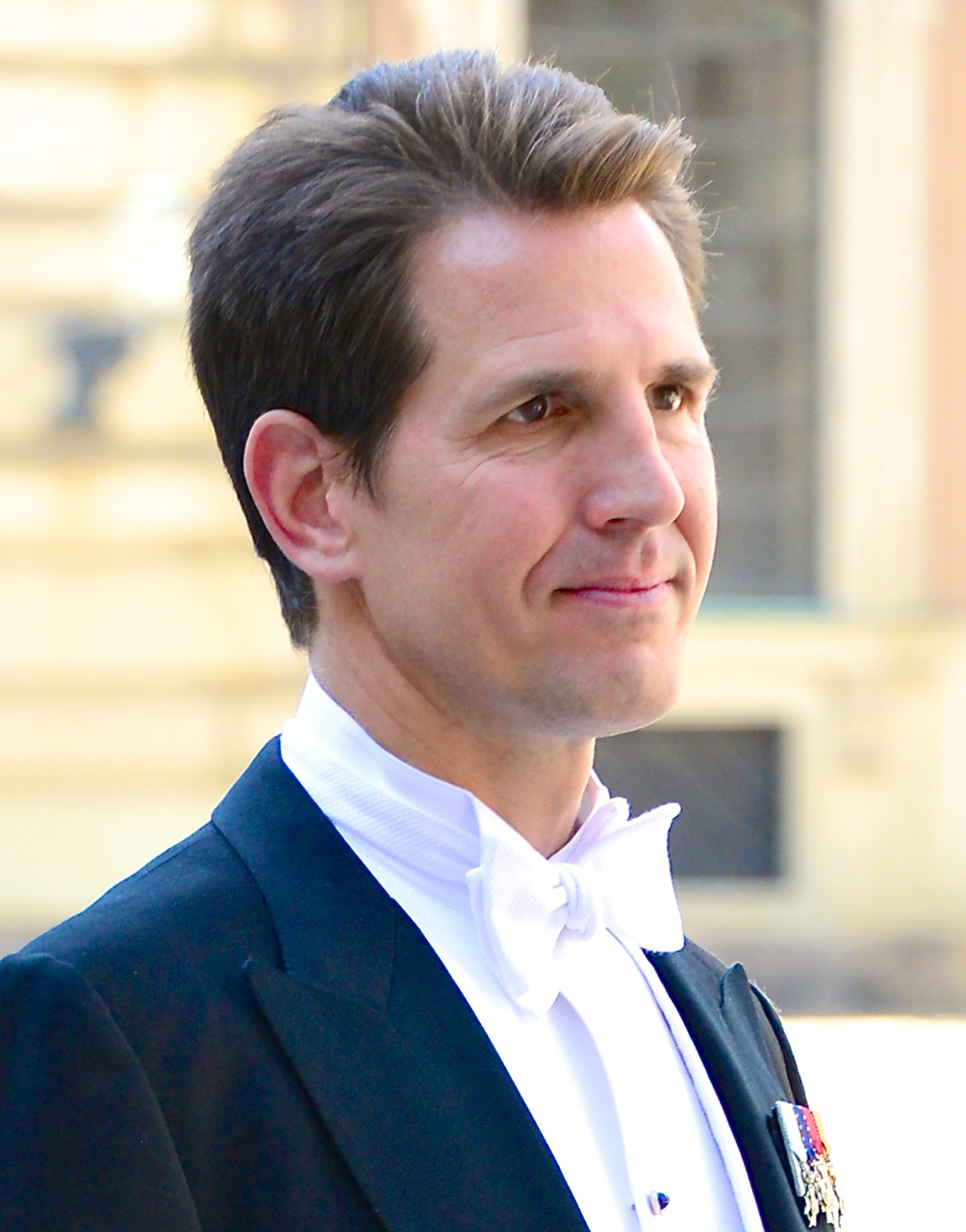
Paul von Griechenland (2013)

Pavlos De Grèce (griechisch Παύλος Ντε Γκρες, deutsch Paul von Griechenland), aus dem Haus Schleswig-Holstein-Sonderburg-Glücksburg (* 20. Mai 1967 in Athen) war bis zur Abschaffung der griechischen Monarchie durch die Militärjunta unter Georgios Papadopoulos 1973 Kronprinz von Griechenland. In Dänemark ist seine offizielle Anrede aufgrund seiner dänischen Vorfahren heute noch „Seine Königliche Hoheit Kronprinz Pavlos von Griechenland, Prinz von Dänemark“.

## Leben
Paul ist der älteste Sohn des ehemaligen Königs Konstantin II. von Griechenland und dessen Gemahlin Anne-Marie, Tochter von König Frederik IX. von Dänemark und dessen Gemahlin Ingrid von Schweden. Da seine Eltern 1967 nach einem Militärputsch ins Exil gingen, wuchs er in Rom (1967–1973) und danach in London auf.
In Rom wurde er von Privatlehrern unterrichtet. In London besuchte er von 1976 bis 1984 das Hellenic College in London und machte dort auch sein Abitur. Von 1984 bis 1986 war er Schüler am Armand Hammer United World College of the American West und erwarb dort ein Internationales Baccalaureate. Die folgenden vier Jahre verbrachte er als Leutnant an der Royal Military Academy Sandhurst. 1990 nahm er ein Studium der Internationalen Beziehungen und Wirtschaftswissenschaften an der Georgetown University in Washington, D.C. auf, das er 1995 mit einem Master abschloss.
Von 1995 bis 1997 arbeitete er bei einem Unternehmen, das sich mit Hedgefonds-Management beschäftigt. Er ist Vorsitzender von mehreren gemeinnützigen Stiftungen.

### Familienoberhaupt und Rückkehr
Nach dem Tod seines Vaters am 10. Januar 2023 stieg Paul zum Oberhaupt des ehemaligen Königshauses von Griechenland auf. Er hielt die Grabrede auf Konstantin und trug seinen Sarg zusammen mit seinen Brüdern, Söhnen und Neffen zur Beerdigung. Am 22. Januar, 40 Tage nach dem Tod seines Vaters, sprach Paul mit der französischen Zeitschrift Point de Vue über seine neue Rolle. In dem Interview dankte Paul der Öffentlichkeit für ihren Respekt gegenüber der griechischen Königsfamilie und sagte, dass die Menschen, die zur Beerdigung gekommen waren, ob sie nun Monarchisten waren oder nicht, „einer historischen Persönlichkeit, einem Teil der griechischen Geschichte, Tribut gezollt haben“. 
Auf die Frage, welche Rolle er in der griechischen Gesellschaft einnehmen wolle, sagte Paul, er wolle keine offizielle Rolle übernehmen, sondern das Vorbild der Familie aufrechterhalten. Er fügte hinzu, dass auch sein ältester Sohn Konstantin-Alexios keine offizielle Rolle übernehmen werde, sondern „dem Beispiel seines Großvaters folgen und ein guter Mensch sein“.
Am 19. Dezember 2024 stellten Paul, seine fünf Kinder und seine vier Geschwister einen Antrag auf die griechische Staatsbürgerschaft, die der Familie 1994 entzogen worden war. Pauls Mutter Anne-Marie stellte keinen Antrag. Es hieß, sie sei „nicht interessiert“. 
Nach dem Gesetz mussten Paul und seine Familie, um die Staatsbürgerschaft zu erhalten, der republikanischen Verfassung die Treue schwören und einen Nachnamen tragen. Letztendlich wurde der Nachname „Ντε Γκρες“ (De Grèce; „von Griechenland“) gewählt. Der stellvertretende Premierminister Pavlos Marinakis bestätigte, dass ihr Antrag „im Einklang mit dem Gesetz“ gestellt wurde. Die linke SYRIZA-Partei schrieb, die Wahl des Familiennamens sei problematisch. 
Die königliche Familie gab an, dass dieser Nachname gewählt wurde, weil er der des verstorbenen Prinzen Michael von Griechenland und Dänemark war und ihnen daher „als einziger vertraut“ sei. Am Tag darauf wurde Pauls Staatsbürgerschaft, ebenso wie die seiner Kinder und Geschwister, gemäß den Bestimmungen des Gesetzes von 1994 wiederhergestellt. Die Staatsbürgerschaft wurde ihnen von Innenminister Theodoros Livanios verliehen. 
Sie impliziert, dass auch die Wehrpflicht erfüllt werden muss.

## Familie

Monogramm von Paul und seiner Frau

Pauls Mutter ist die jüngste Schwester der dänischen Königin Margrethe II., sein Vater war der Bruder von Sofía, der ehemaligen Königin von Spanien. Seine Großeltern mütterlicherseits waren Frederik IX. von Dänemark und dessen Gemahlin Ingrid von Schweden. Die Könige Felipe VI. von Spanien und Frederik X. von Dänemark sind damit seine Cousins ersten Grades. Als Nachkomme in männlicher Linie von Christian IX. von Dänemark ist er ein dänischer Prinz, wenn auch nicht in der Thronfolge des Landes.

### Heirat und Nachkommen
1992 lernte er Marie-Chantal kennen, eine Tochter des amerikanischen Milliardärs Robert Warren Miller. Die Heirat fand am 1. Juli 1995 in London statt. 
Aus der Ehe gingen fünf Kinder hervor:
- Maria-Olympia (* 25. Juli 1996 in New York)
- Konstantinos-Alexios (* 29. Oktober 1998 in New York)
- Achileas-Andreas (* 12. August 2000 in New York)
- Odysseas-Kimon (* 17. September 2004 in London)
- Aristidis Stavros (* 29. Juni 2008 in Los Angeles)

## Ahnentafel
| Ahnentafel Paul von Griechenland                                              | Ahnentafel Paul von Griechenland                                                                        | Ahnentafel Paul von Griechenland | Ahnentafel Paul von Griechenland                                                                                                  | Ahnentafel Paul von Griechenland | Ahnentafel Paul von Griechenland                                                                     | Ahnentafel Paul von Griechenland                                                                                        | Ahnentafel Paul von Griechenland                                                                     | Ahnentafel Paul von Griechenland                                                                                      |
| ----------------------------------------------------------------------------- | --- | --- | --- | --- | --- | --- | --- | --- |
| Ururgroßeltern                                                                | König Georg I. von Griechenland (1845–1913) ⚭ 1867 Großfürstin Olga Konstantinowna Romanowa (1851–1926) | König Friedrich III. von Preußen, Deutscher Kaiser (1831–1888) ⚭ 1858 Prinzessin Victoria von Großbritannien und Irland (1840–1901) | Kronprinz Ernst August von Hannover Herzog von Braunschweig-Lüneburg (1845–1923) ⚭ 1878 Prinzessin Thyra von Dänemark (1853–1933) | König Wilhelm II. von Preußen, Deutscher Kaiser (1859–1941) ⚭ 1881 Prinzessin Auguste Viktoria von Schleswig-Holstein-Sonderburg-Augustenburg (1858–1921) | König Friedrich VIII. (Dänemark) (1843–1912) ⚭ 1869 Prinzessin Luise von Schweden (1851–1926)        | Großherzog Friedrich Franz III. (Mecklenburg) (1851–1897) ⚭ 1879 Großfürstin Anastasia Michailowna Romanowa (1860–1922) | König Gustav V. (Schweden) (1858–1950) ⚭ 1881 Prinzessin Viktoria von Baden (1862–1930)              | Herzog Arthur, Duke of Connaught and Strathearn (1850–1942) ⚭ 1879 Prinzessin Luise Margareta von Preußen (1860–1917) |
| Urgroßeltern                                                                  | König Konstantin I. von Griechenland (1868–1923) ⚭ 1889 Prinzessin Sophie von Preußen (1870–1932)       | König Konstantin I. von Griechenland (1868–1923) ⚭ 1889 Prinzessin Sophie von Preußen (1870–1932)                                   | Herzog Ernst August von Braunschweig (1887–1953) ⚭ 1913 Prinzessin Viktoria Luise von Preußen (1892–1980)                         | Herzog Ernst August von Braunschweig (1887–1953) ⚭ 1913 Prinzessin Viktoria Luise von Preußen (1892–1980)                                                 | König Christian X. (1870–1947) ⚭ 1898 Herzogin Alexandrine von Mecklenburg-Schwerin (1879–1952)      | König Christian X. (1870–1947) ⚭ 1898 Herzogin Alexandrine von Mecklenburg-Schwerin (1879–1952)                         | König Gustav VI. Adolf (Schweden) (1882–1973) ⚭ 1905 Prinzessin Margaret of Connaught (1882–1920)    | König Gustav VI. Adolf (Schweden) (1882–1973) ⚭ 1905 Prinzessin Margaret of Connaught (1882–1920)                     |
| Großeltern                                                                    | König Paul I. von Griechenland (1901–1964) ⚭ 1938 Prinzessin Friederike von Hannover (1917–1981)        | König Paul I. von Griechenland (1901–1964) ⚭ 1938 Prinzessin Friederike von Hannover (1917–1981)                                    | König Paul I. von Griechenland (1901–1964) ⚭ 1938 Prinzessin Friederike von Hannover (1917–1981)                                  | König Paul I. von Griechenland (1901–1964) ⚭ 1938 Prinzessin Friederike von Hannover (1917–1981)                                                          | König Frederik IX. (1899–1972) ⚭ 1935 Prinzessin Ingrid von Schweden (1910–2000)                     | König Frederik IX. (1899–1972) ⚭ 1935 Prinzessin Ingrid von Schweden (1910–2000)                                        | König Frederik IX. (1899–1972) ⚭ 1935 Prinzessin Ingrid von Schweden (1910–2000)                     | König Frederik IX. (1899–1972) ⚭ 1935 Prinzessin Ingrid von Schweden (1910–2000)                                      |
| Eltern                                                                        | König Konstantin II. von Griechenland (1940–2023) ⚭ 1964 Prinzessin Anne-Marie von Dänemark (* 1946)    | König Konstantin II. von Griechenland (1940–2023) ⚭ 1964 Prinzessin Anne-Marie von Dänemark (* 1946)                                | König Konstantin II. von Griechenland (1940–2023) ⚭ 1964 Prinzessin Anne-Marie von Dänemark (* 1946)                              | König Konstantin II. von Griechenland (1940–2023) ⚭ 1964 Prinzessin Anne-Marie von Dänemark (* 1946)                                                      | König Konstantin II. von Griechenland (1940–2023) ⚭ 1964 Prinzessin Anne-Marie von Dänemark (* 1946) | König Konstantin II. von Griechenland (1940–2023) ⚭ 1964 Prinzessin Anne-Marie von Dänemark (* 1946)                    | König Konstantin II. von Griechenland (1940–2023) ⚭ 1964 Prinzessin Anne-Marie von Dänemark (* 1946) | König Konstantin II. von Griechenland (1940–2023) ⚭ 1964 Prinzessin Anne-Marie von Dänemark (* 1946)                  |
| Kronprinz Paul von Griechenland (* 1967) ⚭ 1995 Marie-Chantal Miller (* 1968) | | | | | | | | |

## Patenschaften
- Anna-Maria Morales y de Grecia (* 2003), Nichte von Pavlos, Tochter von Alexia von Griechenland und Carlos Morales y Quintana
- Sverre Magnus (* 2005), Sohn des norwegischen Kronprinzen Haakon Magnus und dessen Ehefrau Mette-Marit.
- Christian Valdemar (* 2005), Sohn des dänischen Königs Frederik und dessen Ehefrau Königin Mary.

## Auszeichnungen
- Großmeister des Erlöser-Ordens
- Großmeister des Orden des Heiligen Georg und Heiligen Konstantin
- Großmeister des Orden Georgs I.
- Großmeister des Phönix-Orden
- Ritter des Elefanten-Orden (14. Januar 1997).
- Medaille anlässlich des Silbernen Jubiläums von Königin Margrethe II.